# 日本歌謡芸術協会
日本歌謡芸術協会（にほんかようげいじゅつきょうかい、Japan Popular Music Writers Association）は、ブロとアマチュアの作詞家・作曲家の団体。略称「JPM」。

## 沿革
- 1954年11月、白鳥省吾、西条八十等によって「日本民謡詩人協会」として発足[1][リンク切れ]。
- 1962年、同協会を一旦解散し、同年4月「日本歌謡芸術協会」に改組。同年7月以降、機関誌「日本歌謡」の発刊[1][リンク切れ]。
- 1963年、新作歌謡発表会を三越劇場で開催[1][リンク切れ]。
- 1976年、『日本歌謡詩選』第10集発刊。
- 1985年、『日本歌謡詩選』第19集発刊。
- 1986年4月、日本音楽作家団体協議会設立に参加[2][リンク切れ]。
- 2001年7月、新作歌謡発表会の大賞、審査員特別賞作品をCD化[1][リンク切れ]。
- 2002年から新作歌謡発表会上位4曲をCD化[1][リンク切れ]。
- 2003年、新作歌謡発表会の会場を新宿文化センター大ホールに移して開催[1][リンク切れ]。

## 歴代会長・理事長
- 初代
  - 会　長……白鳥省吾
  - 理事長……広瀬充

- 二代
  - 会　長……藤田まさと
  - 理事長……綱島嘉之助

- 三代
  - 会　長……西沢爽
  - 理事長……牧房雄

- 四代
  - 会　長……小川寛興(のち、名誉会長)
  - 理事長……畑よしかず

- 五代
  - 会　長……江口浩司
  - 理事長……小田ひかる

- 六代
  - 会　長……曽根幸明
  - 理事長……小田ひかる

## 注
1. 1 2 3 4 5 6  協会の歴史日本歌謡芸術協会サイト
2. ↑  FCAの概要日本音楽作家団体協議会サイト